# Darian Males
Darian Males (Lucerna, 3 maggio 2001) è un calciatore svizzero, attaccante dello Young Boys.

## Caratteristiche tecniche
Attaccante molto duttile, può svariare su tutto il fronte offensivo agendo da ala oppure alle spalle di un centravanti.

## Carriera
Cresciuto nel settore giovanile del Lucerna, debutta in prima squadra il 15 settembre 2019 in occasione dell'incontro di Coppa Svizzera vinto 4-0 contro il Wohlen, dove realizza anche la sua prima rete. Il 16 settembre 2020 viene ceduto per 2,5 milioni di euro all'Inter che nove giorni dopo lo cede in prestito al Genoa per una stagione; utilizzato prevalentemente con la squadra Primavera, il 13 gennaio 2021 debutta in prima squadra nel match di Coppa Italia perso 3-2 contro la Juventus.
Il 15 febbraio 2021 passa in prestito al Basilea per sei mesi collezionando 16 presenze, 2 gol e altrettanti assist. Il 9 luglio dello stesso anno il prestito viene rinnovato per altri 2 anni con diritto di riscatto. L'8 giugno 2023 la società rossoblù comunica il mancato acquisto di Males, che fa così ritorno all'Inter dopo 106 presenze totali, con diciannove reti segnate, con il club.
Il 19 luglio 2023 viene ceduto a titolo definitivo allo Young Boys.

## Statistiche

### Presenze e reti nei club
Statistiche aggiornate al 12 aprile 2025.
| Stagione          | Squadra           | Campionato        | Campionato | Campionato | Coppe nazionali | Coppe nazionali | Coppe nazionali | Coppe continentali | Coppe continentali | Coppe continentali | Altre coppe | Altre coppe | Altre coppe | Totale | Totale | Totale |
| Stagione          | Squadra           | Comp              | Pres       | Reti       | Comp            | Pres            | Reti            | Comp               | Pres               | Reti               | Comp        | Pres        | Reti        | Pres   | Reti   |        |
| ----------------- | ----------------- | ----------------- | ---------- | ---------- | --------------- | --------------- | --------------- | ------------------ | ------------------ | ------------------ | ----------- | ----------- | ----------- | ------ | ------ | ------ |
| 2018-2019         | Lucerna II        | 1L                | 12         | 2          |                 | -               | -               |                    | -                  | -                  |             | -           | -           | 12     | 2      |        |
| 2019-2020         | Lucerna II        | 1L                | 4          | 0          |                 | -               | -               |                    | -                  | -                  |             | -           | -           | 4      | 0      |        |
| 2019-2020         | Lucerna           | SL                | 19         | 1          | CS              | 2               | 1               |                    | -                  | -                  |             | -           | -           | 21     | 2      |        |
| 2020-gen. 2021    | Genoa             | A                 | 0          | 0          | CI              | 1               | 0               |                    | -                  | -                  |             | -           | -           | 1      | 0      |        |
| gen.-giu. 2021    | Basilea           | SL                | 16         | 2          | CS              | 0               | 0               |                    | -                  | -                  |             | -           | -           | 16     | 2      |        |
| 2021-2022         | Basilea           | SL                | 28         | 3          | CS              | 2               | 1               | UECL               | 13                 | 2                  |             | -           | -           | 43     | 6      |        |
| 2022-2023         | Basilea           | SL                | 28         | 4          | CS              | 4               | 4               | UECL               | 15                 | 3                  |             | -           | -           | 47     | 11     |        |
| Totale Basilea    | Totale Basilea    | Totale Basilea    | 72         | 9          |                 | 6               | 5               |                    | 28                 | 5                  |             | -           | -           | 106    | 19     |        |
| 2023-2024         | Young Boys        | SL                | 31         | 3          | CS              | 4               | 0               | UCL+UEL            | 7+2                | 0+0                |             | -           | -           | 44     | 3      |        |
| 2024-2025         | Young Boys        | SL                | 21         | 4          | CS              | 2               | 3               | UCL                | 9                  | 0                  |             | -           | -           | 32     | 7      |        |
| Totale Young Boys | Totale Young Boys | Totale Young Boys | 52         | 7          |                 | 6               | 3               |                    | 18                 | 0                  |             | -           | -           | 76     | 10     |        |
| Totale carriera   | Totale carriera   | Totale carriera   | 159        | 19         |                 | 15              | 9               |                    | 36                 | 5                  |             | -           | -           | 220    | 33     |        |

## Palmarès
- Campionato svizzero: 1

Young Boys: 2023-2024